# Andreadoxa
Andreadoxa, monotipski rod drveća iz porodice rutovki (Rutaceae). Jedina je vrsta brazilski endem A. flava iz Bahie, kod Itabune
Poznata je samo jedna živa jedinka te vrste, i vodi se kao kritično ugrožena.
Rod je imonovan u čast botaničara Andréu M.V. de Carvalhu (1951.-2002.).